# Caspar Bartholin den yngre
 Der er flere personer med dette navn, se Caspar Bartholin.
Caspar Thomsen Bartholin (10. september 1655 i København – 11. juni 1738) var en dansk anatom, læge og generalprokurør. Fra 1698-1703 var han endvidere godsejer til Kongsdal Gods. Han var søn af Thomas Bartholin og bror til Hans Bartholin. 
Caspar Bartholin den Yngre er især berømt for som den første at have påvist og beskrevet de bartholinske kirtler.

## Biografi
Caspar Bartholin blev student i 1671 og allerede i 1674 udnævnt som professor ved Københavns Universitet dog med mulighed for at studere videre i udlandet. Udnævnelsen skete formentlig ved hans fars mellemkomst. De næste tre år studerede han i Holland, Frankrig og Italien, og først ved hjemkomsten til Danmark tiltrådte han sit professorat og holdt forelæsninger i anatomi og fysik. Som elev af Niels Stensen videreførte han dennes betydningsfulde forskning inden for kirtelsystemets område.

## Pilenborg
Sammen med sin bror Hans Bartholin opførte Caspar Bartholin landstedet Pilenborg i Vridsløsemagle. Med inspiration fra Cicero fik landstedet det latinske navn Tusculum – og lagde navn til Ole Rømers lille observatorium Observatorium Tusculanum, dvs. Det pilenborgske Observatorium. Landstedet er i dag forsvundet, men flere gadenavne i Vridsløsemagle vidner om familiens tilstedeværelse; Ole Rømers Vej, Bartholinstræde og Pilenborgvej.
| Foregående: Willum Worm             | Rektor for Københavns Universitet 1687 - 1688 | Efterfølgende: Hans Wandal            |
| Foregående: Hector Gottfried Masius | Rektor for Københavns Universitet 1687 - 1688 | Efterfølgende: Ole Rømer              |
| Foregående: Hector Gottfried Masius | Rektor for Københavns Universitet 1701 - 1703 | Efterfølgende: Hans Thomsen Bartholin |